# تيمو ماكينن
تيمو ماكينن (بالفنلندية: Timo Mäkinen) (مواليد 18 مايو 1938 في هلسنكي - 4 مايو 2017)، هو سائق راليات فنلندي بدأ مسيرته في سنة 1973. كان أول رالي له هو رالي مونت كارلو 1973. شارك في بطولة العالم للراليات. فاز بـ 4 سباقات رالي. صعد على المنصة 7 مرات خلال مسيرته. هو عضو في ردهة مشاهير الرالي.

## سجل الفوز
- رالي فنلندا 1973
- رالي ويلز 1975

## فرق مثلها
- شركة فورد
- بيجو

## روابط خارجية
- تيمو ماكينن على موقع eWRC-results.com (الإنجليزية)